# Couples Therapy (Fernsehserie, 2019)
Couples Therapy ist eine US-amerikanische Reality-TV-Fernsehserie, in der Ausschnitte aus Paartherapien gezeigt werden.

## Handlung und Hintergrund
Couples Therapy zeigt einen Ausschnitt aus den Therapiesitzungen von drei bis vier Paaren pro Staffel. Den Produzenten der Serie, sowie der Therapeutin war es wichtig dem Publikum zu zeigen, wie ein therapeutischer Prozess tatsächlich aussieht. Sie wollten dem Publikum kein Drama verkaufen, sondern die tiefe Arbeit zeigen, die echte Therapie mit sich bringt.
Die Paartherapeutin Dr. Orna Guralnik trifft ihre Patienten zum ersten Mal, wenn diese ihre Praxis betreten. Ihre Praxis ist mit vielen Kameras versehen, die hinter einem Einwegspiegel verborgen sind, der den Raum umgibt. Die Paare nehmen an einem 20 Wochen langen Therapieprogramm teil. Die einstündigen Sitzungen werden aufgenommen, fürs Fernsehen  verarbeitet und zu neun Folgen zusammengeschnitten. Die Fernsehshow wird in New York gedreht.
Es gibt einige Regeln zu den Therapiesitzungen. So werden keine tiefgehenderen Gespräche der Paare über ihre Kinder zugelassen, denn die Kinder können nicht ihre Zustimmung zu der Fernsehverarbeitung des Therapieprozesses geben. So wurde beispielsweise ein Paar mit einem suizidgefährdeten jugendlichen Sohn abgelehnt. Die Paare haben keinen Kontakt zu den Crewmitgliedern, sondern treffen nur auf die Paartherapeutin Dr. Orna Guralnik. Dr. Orna Guralnik hat eine Beraterin, Virginia Goldner, mit der sie die Therapieprozesse bespricht.
Im Juni 2021 wurde bekannt gegeben, dass es eine dritte Staffel von Couples Therapy geben wird. Diese wurde im Mai und Juni 2022 ausgestrahlt.

## Idee und Umsetzung
Die Idee zu Serie hatte Regisseur Josh Kriegman. Dessen Eltern sind beide Psychotherapeuten. Schon von Kindesbeinen an hörte er viel über diese Arbeit. Er war fasziniert von den Therapieprozessen und was diese bewirken können. Später hoffte er den Therapieprozess auch im Fernsehen zeigen zu können und machte sich lange darüber Gedanken, wie das auf authentische Weise funktioniert.
Gemeinsam mit den Regisseuren Eli B. Despres und Elyse Steinberg begann die Planung für eine Reality-TV-Fernsehserie, die bei dem US-amerikanischen Fernsehsender Showtime ausgestrahlt werden sollte.
Um den passenden Therapeuten zu finden, interviewte das Produktionsteam einige Therapeuten in New York. Über das Psychoanalytische Institut von Dr. Orna Guralnik nahmen sie Kontakt zu dieser auf. Zunächst wollte diese nur als Beraterin für den Therapeuten zuständig sein, aber nach einigen Gesprächen mit den Regisseuren, ließ sie sich überreden, selbst als Therapeutin zu arbeiten. Wichtig war ihr, dass das, was später im Fernsehen gezeigt werden würde, einer echten Therapie sehr nah kommt, anstatt auf Dramatisierungen zu setzen.
Die Paare, die an der Fernsehshow teilnehmen, wurden in einem vorherigen Auswahlverfahren aus Tausenden ausgewählt. Die Auswahlprozesse für ein Paar dauerten insgesamt ungefähr vier Monate. Bei der Auswahl der Paare war es den Produzenten wichtig, dass diese eine emotionale Intelligenz aufwiesen. Außerdem wollten sie Paare finden, die nicht einfach nur ins Fernsehen wollten, sondern echte Probleme hatten. Weiter sollten sich die Zuschauer mit den Paaren identifizieren können. Es sollte eine Vielzahl verschiedener Paare gezeigt werden – in Alter, sexueller Orientierung, Geschlechtsidentität, ethnischer Zugehörigkeit – die offen dafür sein sollten, ihre Beziehung zu erforschen. Nicht alle Paare werden später in der Serie gezeigt. So filmten sie beispielsweise für die erste Staffel sechs Paare, von denen nur drei im Fernsehen gezeigt wurden.
Das Therapiezimmer wurde so gestaltet, wie Dr. Orna Guralniks eigenes Büro. Die Bücher, der Abstand zwischen Therapiestuhl und der Sitzmöglichkeiten für Paare wurde alles aus deren eigenen Büro übernommen. Die Kameras versteckten sie hinter Einwegspiegeln. Die Kameras waren überall um das Zimmer angebracht, so dass diese jeden Winkel des Raums aufzeichnen konnten.

## Remake
Am 26. Juli 2022 begann das australische Streamingportal Paramount+ ein gleichnamiges Remake auszustrahlen. Die Psychotherapeutin ist Marryam Chehelnabi. Sie orientiert sich in ihrer therapeutischen Arbeit an den Therapiemethoden von John Gottman. Ihre Beraterin ist Lea Crisante. Im November 2022 soll die zweite Staffel der Serie ausgestrahlt werden.

## Besetzung
Die Therapeutin
- Dr. Orna Guralnik ist Psychologin, Psychoanalytikerin und die Paartherapeutin in der Fernsehserie.[16] Sie beschreibt sich selbst als systemisch orientierte Paartherapeutin. Als solche würde sie ein Paar nicht als Individuum, sondern als System (Paar) betrachten.[2]

Die Berater
- Dr. Virginia Goldner ist die Beraterin von Dr. Orna Guralnik. Mit ihr spricht Guralnik über die Therapieprozesse, ihre eigenen Empfindungen und Gegenübertragungen. Virginia Goldner ist Psychoanalytikerin. Als solche macht sie Einzel-, Paar- und Familientherapie. Außerdem arbeitet sie als Professorin beim Postdoktorandenprogramm der New York University in den Bereichen Psychotherapie und Psychoanalyse.[17]
- Dr.  Kirkland Vaughans ist der Berater von Dr. Orna Guralnik im Covid Special. Ihn kontaktiert Guralnik nach der Tötung von George Floyd. Dessen Tötung führte dazu, dass sich Guralniks Patienten mit eigenen Erfahrungen mit Rassismus auseinandersetzten.[18] Vaughans ist Professor für Psychologie an der Adelphi University in New York, Direktor des Postgraduiertenprogramms für Kinder- und Jugendpsychotherapie, sowie klinischer Supervisor am National Institute for Psychotherapies.[19]

Peer Advisory Group
- Nuar Alsadir, PhD (wissenschaftlicher Doktorgrad), LP (Licensed Psychologist, Master in Psychologie)
- Cynthia Chalker, MSS (Master of Social Science), LCSW (Licensed Clinical Social Worker: Master Soziale Arbeit, plus drei Jahre betreute Erfahrung und Weiterbildung)
- Ken Cormbett, PhD
- Kali Cyrus, MD (Lateinisch: Medicinae Doctor, Doktor der Medizin), MPH (Master of public health)
- Stephen Hartman, PhD
- Tom Inck, PhD
- Eyal Rozmarin, PhD

Die Paare
- Staffel 1
  - Annie & Mau
  - Lauren & Sarah (Sam)
  - Evelyn & Alan
  - Elaine & DeSean
- Covid Special
  - Lauren & Sam (Sarah) – aus Staffel 1
  - Elaine & DeSean – aus Staffel 1
  - Lara & Trey
  - Michelle & James
- Staffel 2
  - Michael & Michal
  - Tashira & Dru
  - Matthew & Gianni
- Staffel 3
  - Ping & Wil
  - Molly & Josh
  - India & Dale
  - Cyn & Yaya

## Episodenliste

### Staffel 1
| Nr. (ges.) | Nr. (St.) | Deutscher Titel | Originaltitel | Erstausstrahlung USA | Regie                                                       |
| ---------- | --------- | --------------- | ------------- | -------------------- | ----------------------------------------------------------- |
| 1          | 1         | –               | Episode 1     | 6. Sep. 2019         | Eli B. Despres, Josh Kriegman, Elyse Steinberg              |
| 2          | 2         | –               | Episode 2     | 6. Sep. 2019         | Eli B. Despres, Josh Kriegman, Elyse Steinberg              |
| 3          | 3         | –               | Episode 3     | 6. Sep. 2019         | Eli B. Despres, Josh Kriegman, Elyse Steinberg              |
| 4          | 4         | –               | Episode 4     | 6. Sep. 2019         | Eli B. Despres, Josh Kriegman, Elyse Steinberg              |
| 5          | 5         | –               | Episode 5     | 6. Sep. 2019         | Eli B. Despres, Josh Kriegman, Elyse Steinberg              |
| 6          | 6         | –               | Episode 6     | 6. Sep. 2019         | Eli B. Despres, Josh Kriegman, Elyse Steinberg              |
| 7          | 7         | –               | Episode 7     | 6. Sep. 2019         | Eli B. Despres, Josh Kriegman, Elyse Steinberg              |
| 8          | 8         | –               | Episode 8     | 6. Sep. 2019         | Eli B. Despres, Josh Kriegman, Elyse Steinberg              |
| 9          | 9         | –               | Episode 9     | 6. Sep. 2019         | Eli B. Despres, Josh Kriegman, Elyse Steinberg, Kim Roberts |

### Covid Special
| Nr. (ges.) | Nr. (St.) | Deutscher Titel | Originaltitel     | Erstausstrahlung USA | Regie       |
| ---------- | --------- | --------------- | ----------------- | -------------------- | ----------- |
| 10         | 0         | –               | The COVID Special | 13. Dez. 2020        | Kim Roberts |

### Staffel 2
| Nr. (ges.) | Nr. (St.) | Deutscher Titel | Originaltitel | Erstausstrahlung USA | Regie                      |
| ---------- | --------- | --------------- | ------------- | -------------------- | -------------------------- |
| 11         | 1         | –               | Episode 1     | 18. Apr. 2021        | Josh Kriegman, Kim Roberts |
| 12         | 2         | –               | Episode 2     | 18. Apr. 2021        | Josh Kriegman, Kim Roberts |
| 13         | 3         | –               | Episode 3     | 25. Apr. 2021        | Josh Kriegman, Kim Roberts |
| 14         | 4         | –               | Episode 4     | 25. Apr. 2021        | Josh Kriegman, Kim Roberts |
| 15         | 5         | –               | Episode 5     | 2. Mai 2021          | Josh Kriegman, Kim Roberts |
| 16         | 6         | –               | Episode 6     | 2. Mai 2021          | Josh Kriegman, Kim Roberts |
| 17         | 7         | –               | Episode 7     | 9. Mai 2021          | Josh Kriegman, Kim Roberts |
| 18         | 8         | –               | Episode 8     | 9. Mai 2021          | Josh Kriegman, Kim Roberts |
| 19         | 9         | –               | Episode 9     | 16. Mai 2021         | Josh Kriegman, Kim Roberts |

### Staffel 3
| Nr. (ges.) | Nr. (St.) | Deutscher Titel | Originaltitel | Erstausstrahlung USA | Regie                        |
| ---------- | --------- | --------------- | ------------- | -------------------- | ---------------------------- |
| 20         | 1         | –               | Episode 1     | 13. Mai 2022         | Maya Seidler, Pax Wassermann |
| 21         | 2         | –               | Episode 2     | 13. Mai 2022         | Maya Seidler, Pax Wassermann |
| 22         | 3         | –               | Episode 3     | 20. Mai 2022         | Maya Seidler, Pax Wassermann |
| 23         | 4         | –               | Episode 4     | 20. Mai 2022         | Maya Seidler, Pax Wassermann |
| 24         | 5         | –               | Episode 5     | 27. Mai 2022         | Maya Seidler, Pax Wassermann |
| 25         | 6         | –               | Episode 6     | 27. Mai 2022         | Maya Seidler, Pax Wassermann |
| 26         | 7         | –               | Episode 7     | 3. Juni 2022         | Maya Seidler, Pax Wassermann |
| 27         | 8         | –               | Episode 8     | 3. Juni 2022         | Maya Seidler, Pax Wassermann |
| 28         | 9         | –               | Episode 9     | 10. Juni 2022        | Maya Seidler, Pax Wassermann |

## Rezeption

### Kritiken
Die Kritiken zur Serie fielen überwiegend positiv aus.
Gili Izikovich von der israelischen Tageszeitung Haaretz beschreibt Couples Therapy als fesselndes Fernsehen. Auch Margaret Lyons von der New York Times erklärt, dass die Serie sie sofort in den Bann gezogen habe. Der Zuschauer könne ein wenig in den Therapieprozess eintauchen, ohne sich auf die eigene Vergangenheit oder Prozesse einlassen zu müssen.
Emma Clifton von der neuseeländischen Nachrichtenseite Stuff lobt Dr. Orna Guralnik Arbeit als Therapeutin. Sie sei eine warme, einfühlsame und doch zurückhaltende Therapeutin. Diese könne man beobachten, während sie langsam in die Vergangenheit und die gegenwärtigen Komplikationen jedes Paares eintauche. Couples Therapy nehme den Zuschauer buchstäblich in die Sitzung jedes Paares mit. In diesen Sitzungen sei die volle menschliche Erfahrungswelt zu sehen – Verletzlichkeit, Wut, Eifersucht, Liebe, Groll oder Schmerz. Sie findet, dass es kein Wunder sei, dass die Show ein Hit sei.
Lucy Cavendish vom Guardian findet, dass die Show dem Zuschauer einen Einblick darüber gebe, wie Paarbeziehungen funktionieren würden. Aus einigen Einblicken in die Beziehungen könne der Zuschauer wahrscheinlich auch etwas für sich selbst mitnehmen. Denn die meisten Menschen würden sich die Honorare eines Top-Therapeuten wie Guralnik wahrscheinlich nicht leisten können.

### Auszeichnungen und Nominierungen
TCA Awards
- 2021: TCA Award for Outstanding Achievement in Reality Programming[22]